# Greene Township (comté de Franklin, Pennsylvanie)
Pour les articles homonymes, voir Greene Township.
Greene Township est un township qui s'étend du centre à l'est du comté de Franklin, en Pennsylvanie, aux États-Unis,. En 2010, il comptait une population de 16 700 habitants.

## Démographie
Lors du recensement de 2010, le township comptait une population de 16 700 habitants. Elle est estimée, en 2018, à 17 588 habitants.